# Schlacht- und Viehhof Düsseldorf

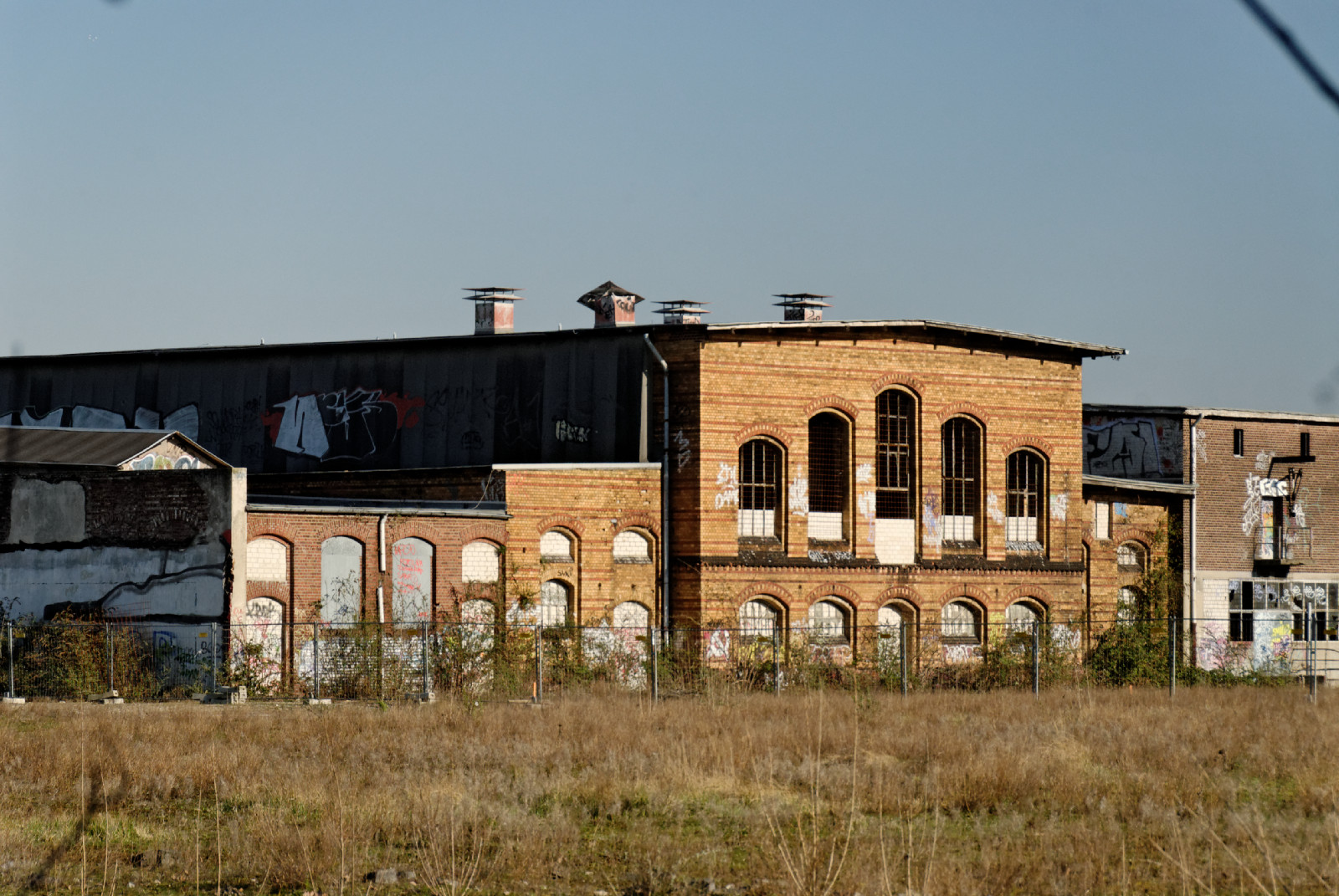
Großviehhalle des ehemaligen Schlacht- und Viehhofs vor der Sanierung

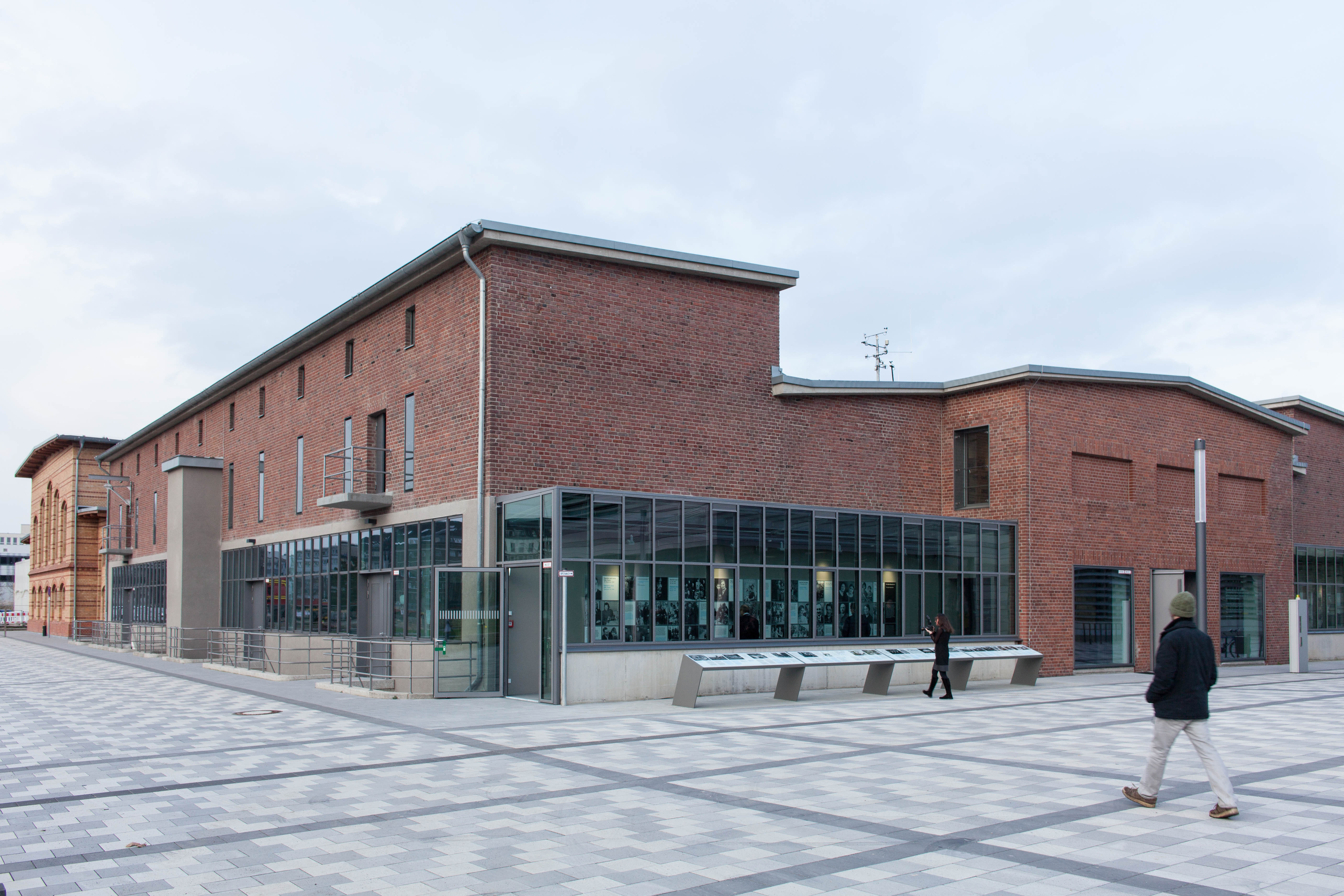
Gebäude mit dem fertiggestellten Erinnerungsort

Der Schlacht- und Viehhof an der Rather Straße in Düsseldorf war vom 2. Mai 1899 bis zur Insolvenz des Betreibers 2002 in Betrieb. In der Zeit des Nationalsozialismus wurde der Schlachthof als Sammelstelle für jüdische Menschen vor ihrer Deportation genutzt. Ein Teil der Anlage, nämlich der Pferdeschlachthof und eine Markthalle, ist erhalten geblieben und steht unter Denkmalschutz. Auf dem Gelände wurde unter Einbeziehung der erhaltenen historischen Gebäude der neue Campus der Hochschule Düsseldorf errichtet.

## Anlage

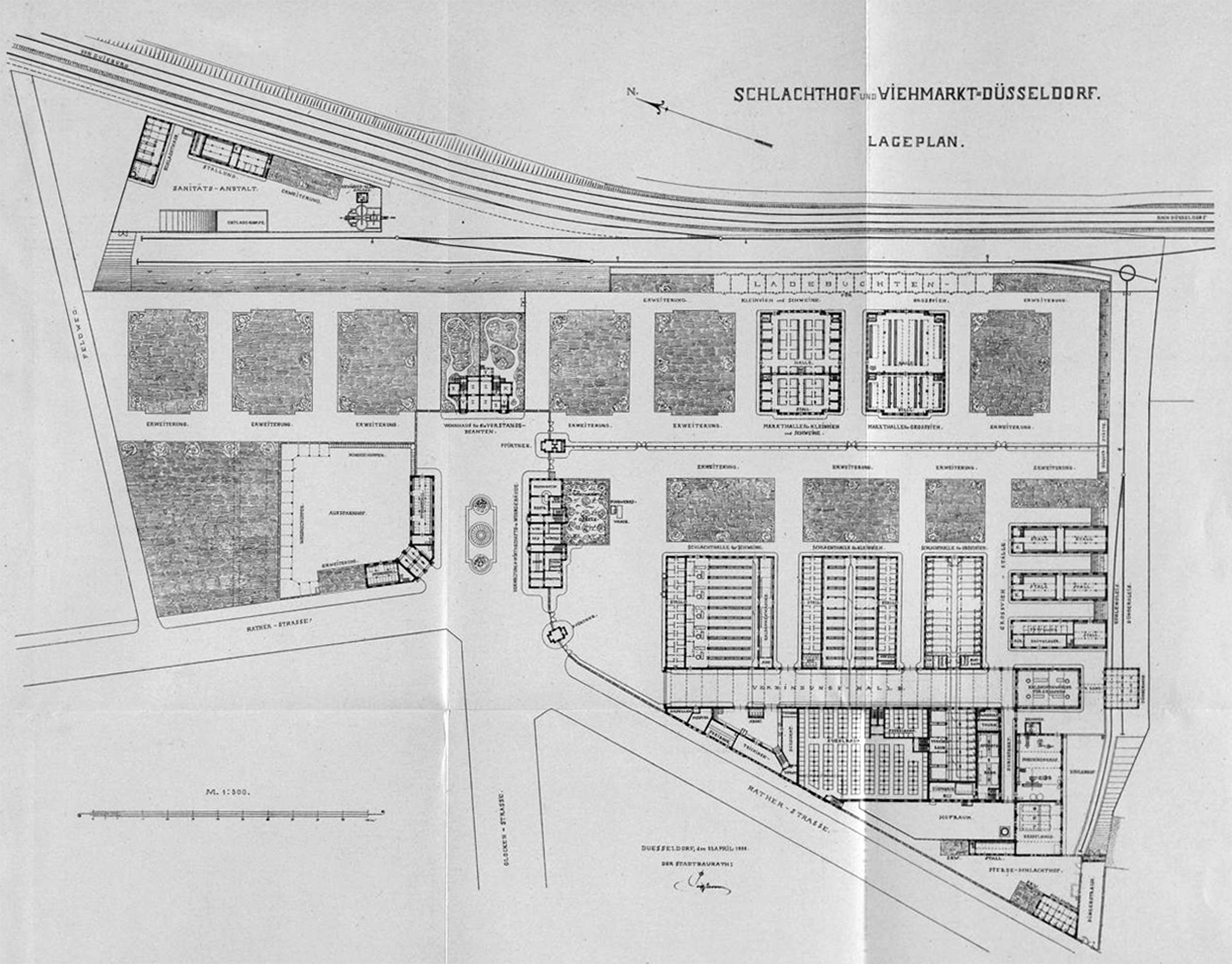
Lageplan Schlachthof und Viehmarkt Düsseldorf, 27. April 1898

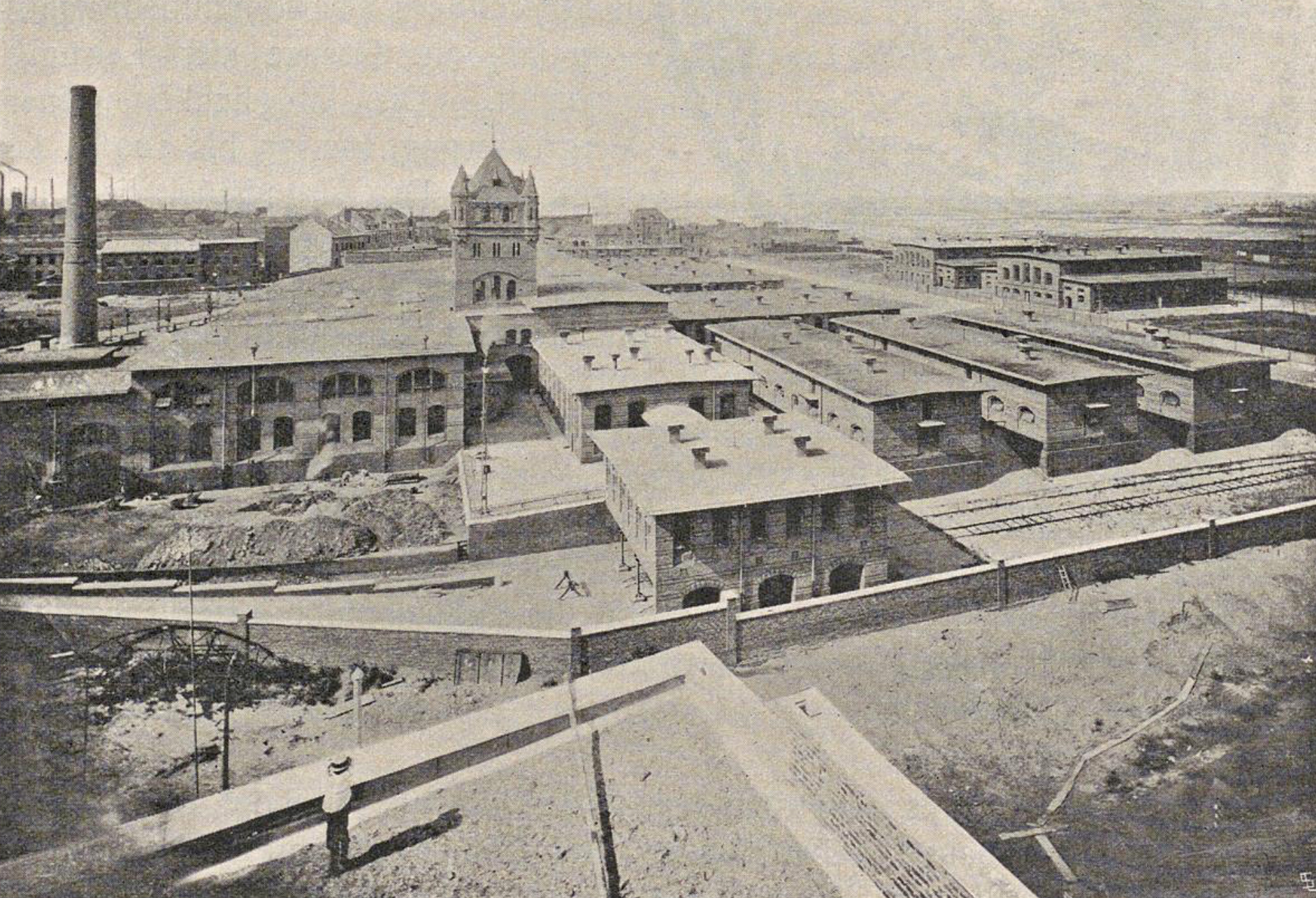
Übersicht über den Schlachthof, die Gesamtanlage 1904

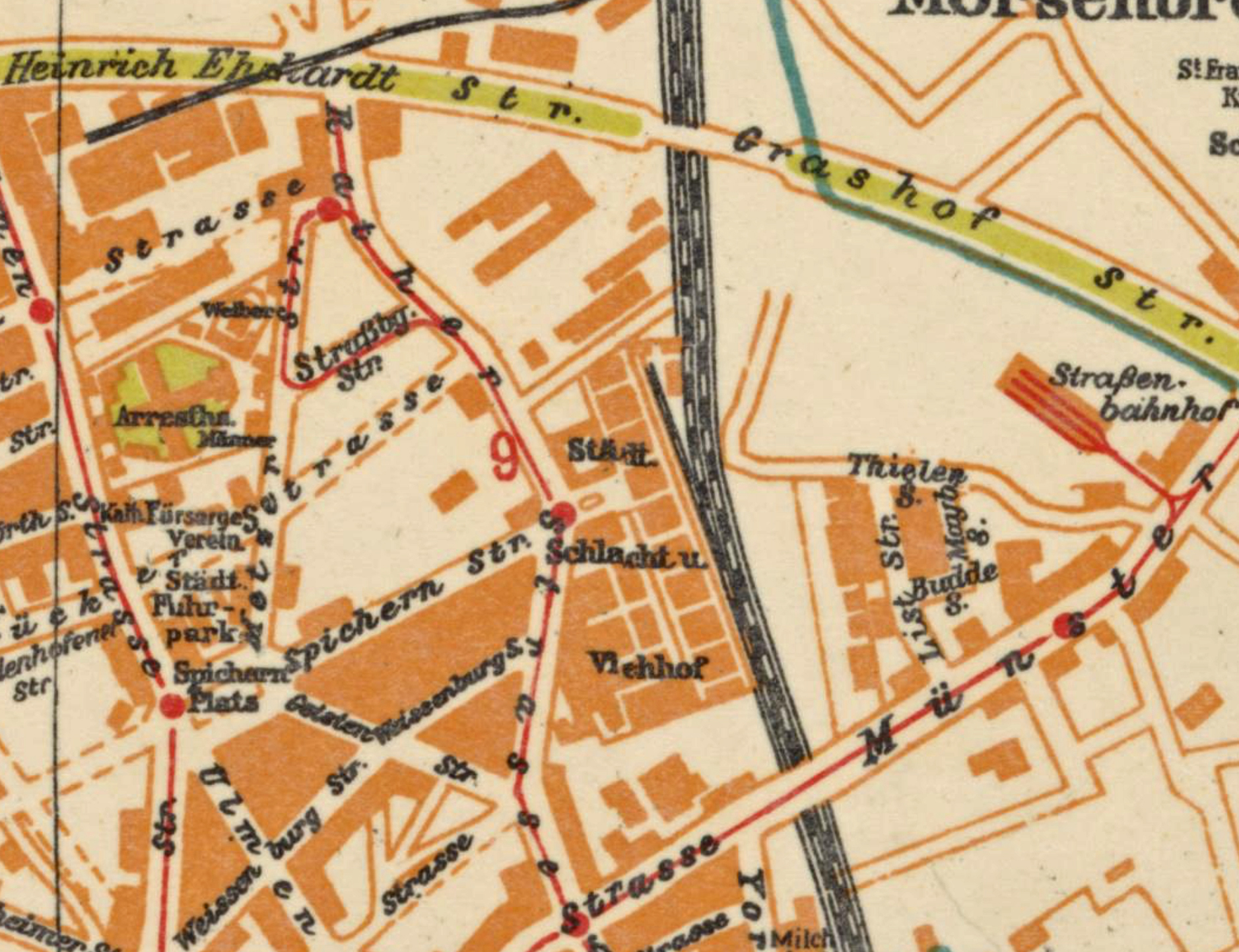
Gelände des Städtischen Schlacht- und Viehhofs (Stadtplan von Düsseldorf 1930)

Die seit 1876 auf der Golzheimer Insel betriebene „Städtische Schlachthalle“, unter der Anschrift Schäferstraße 28 in Pempelfort, erwies sich bald als zu klein, so dass sich die Stadtverwaltung Düsseldorf ab 1890 mit einem Neubau zu beschäftigen begann. Die Gesamtanlage wurde von Georg Osthoff, Stadtbaurat in Berlin, geplant; ein Teil der Gebäude und Erweiterungen wurde jedoch vom Hochbauamt der Stadt Düsseldorf unter der Leitung des Stadtbaurates Carl Peiffhoven entworfen. Die noch erhaltenen Gebäude zeigen nicht mehr den Ursprungszustand.
Der Schlacht- und Viehhof wurde in den Jahren 1896 bis 1899 auf einem 9,4 Hektar großen Areal im Norden der Stadt zwischen der Rather Straße und der Bahnlinie Düsseldorf–Duisburg errichtet. In seinen ursprünglichen Dimensionen war er für eine Stadt mit etwa 250.000 Einwohnern ausgelegt, Erweiterungsmöglichkeiten im Umfang von 75 bis 100 % waren jedoch von vornherein eingeplant. Das Grundstück kostete 396.087 Mark, der Kostenaufwand für die erste, bis 1899 durchgeführte Ausbaustufe, bei der 16.270 Quadratmeter bebaut wurden, betrug insgesamt – einschließlich des Grundstückspreises – 3.423.798 Mark. Die Anlage war elektrisch beleuchtet. In der Anfangszeit wurden 500 Glühlampen und 53 Bogenlampen verwendet.
Sämtliche Betriebsgebäude zeigten gelbe Verblendsteine mit roten Streifen. Die Bauwerke, die sich um den Vorplatz gruppierten, waren durch Profil- und Sandstein etwas ausgeschmückt. Zur Straße hin war das Grundstück des Schlacht- und Viehhofs durch eine Mauer aus Blendsteinen abgegrenzt, zur Bahn hin durch einen Lattenzaun mit Eisenpfosten. Die Straßen der Anlage waren zunächst mit Kopfsteinpflaster mit Fugenverguss aus Asphalt versehen. Lediglich die Strecken, die besonderer Verschmutzung ausgesetzt waren, waren mit Stampfasphalt bedeckt.
Über den Güterbahnhof Derendorf war der Schlacht- und Viehhof an das Eisenbahnnetz angeschlossen. Der zweigleisige Anschluss befand sich auf der Ostseite des Schlachthofgeländes; Abzweigungen für die Düngerabfuhr und die Kohlenanfuhr waren mittels eines Drehscheibengleises angeschlossen.
Parallel zu den Zustellungsgleisen lag der eigentliche Viehhof. Per Bahn angelieferte Tiere wurden über Rampen in 28 Zählbuchten getrieben, in denen die erste tierärztliche Untersuchung stattfand. Kranke Tiere wurden über eine Weiche gleich in die Sanitätsanstalt weitergefahren, die anderen gelangten in die Markthallen hinter den Zählbuchten. Für Großvieh, Kleinvieh und Schweine existierte je eine gesonderte Markthalle. Westlich schloss sich der eigentliche Schlachthof an, der vom Viehhof durch eine 2,24 Meter hohe Gittereinfriedung getrennt war.

## Gebäude des Viehhofs

### Markthallen

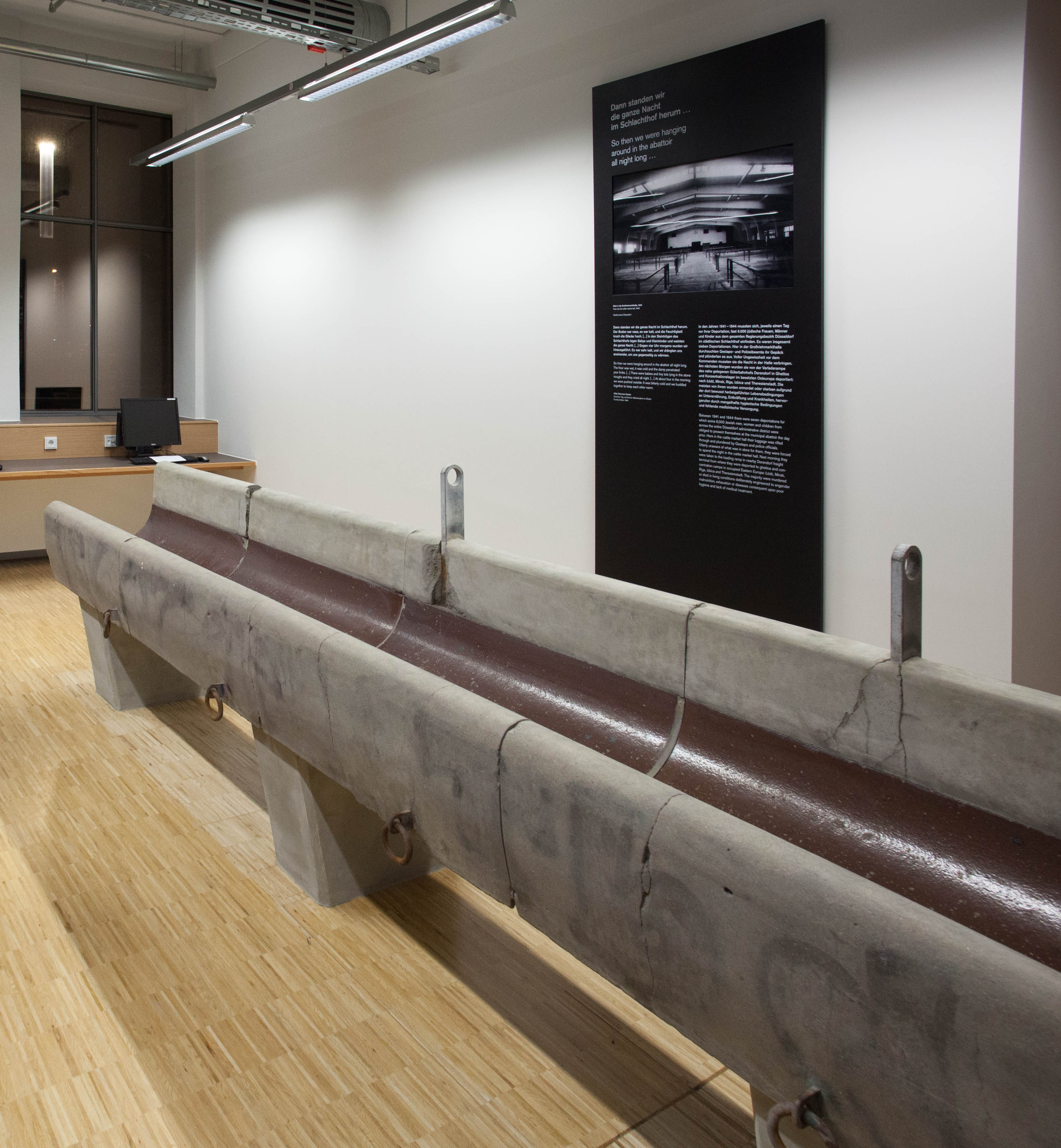
Futtertrog in der Hochschulbibliothek im heutigen Zustand

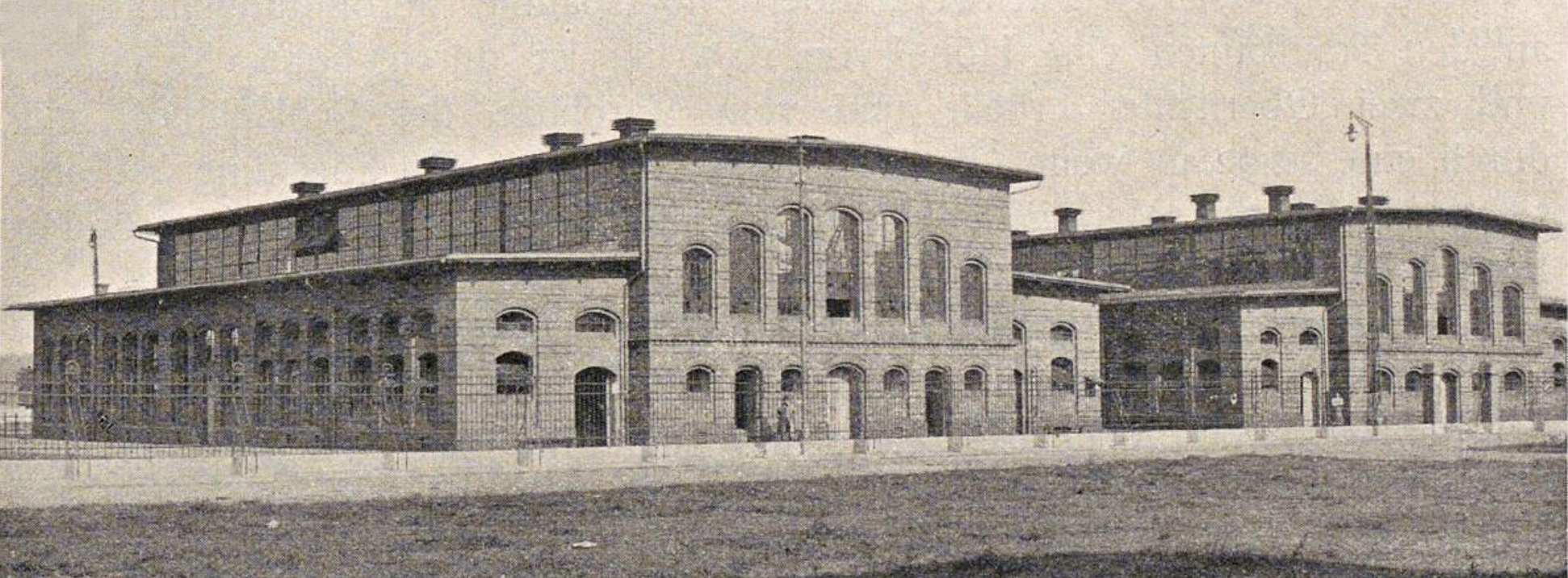
Markthalle auf dem Schlacht- und Viehhof Düsseldorf (1904)

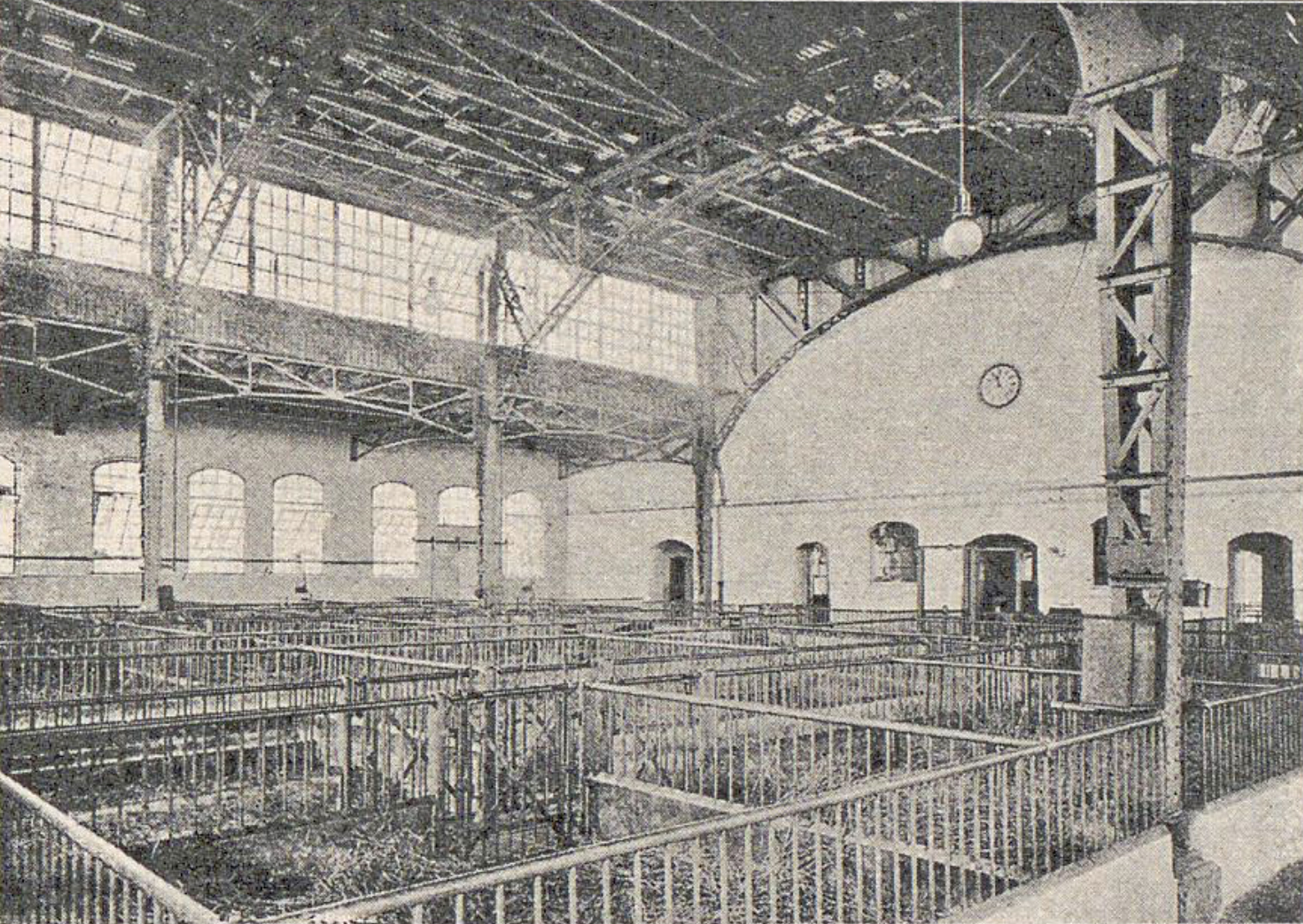
Innere der Markthalle für Schweine (1904)

Die Markthalle für Großvieh war 38,52 Meter lang und 31,52 Meter breit, dreischiffig und an der höchsten Stelle etwa 10,20 Meter hoch. Der Fußboden war geklinkert; das Dach mit Holzzement über einer Schalung und Holzsparren gedeckt, die auf Bindern aus Schmiedeeisen ruhten. Die Halle war durch eine Zwischenwand in eine Verkaufs- und eine Stallabteilung aufgeteilt. Über der Stallabteilung befand sich auf einer Zwischendecke aus Beton ein Futterboden. Die Eintriebsgänge waren 2,50 Meter breit, die Futtergänge 1 bis 1,50 Meter. Die Viehstände der Verkaufs- und der Stallabteilung besaßen Futterkrippen aus Beton und waren für insgesamt 144 Stück Großvieh ausgelegt.
Die Markthalle für Großvieh, von Osthoff geplant, wurde 1930 durch einen Anbau nach Süden erweitert. Sowohl der alte als auch der jüngere Teil des Gebäudes existieren noch.
Die Markthalle für Kleinvieh entsprach baulich der Großviehmarkthalle. Sie enthielt eine Verkaufshalle für 500 Kälber, die an Holmen festgebunden werden konnten, sowie für 75 Stück Kleinvieh, das in sechs Buchten gehalten werden konnte, und eine Stallabteilung für „Überständer“. Diese bot mit 18 Buchten Platz für 250 Stück Kleinvieh. Die Einfriedungen waren bis zu einer Höhe von 60 cm gemauert und mit Zement verputzt; darüber befanden sich nochmals 60 cm hohe Gitterabtrennungen. Auch in der Kleinviehmarkthalle war über der Stallabteilung ein Futterboden eingerichtet.
Die Markthalle für Schweine war 60,30 Meter lang und 38,52 Meter breit und von gleicher Bauart wie die beiden anderen Markthallen, besaß jedoch ein Dach mit Dachpappendeckung über einer 4 cm dicken Zementhaut auf vier eisernen Doppelbindern. In 96 Buchten konnten 1600 Schweine untergebracht werden. Die Treibgänge waren 1,20 Meter breit und mit Wandeltüren abgesperrt. Der Fußboden war mit Gussasphalt auf Betonunterlage bedeckt.

## Gebäude des Schlachthofs

### Schlachthallen

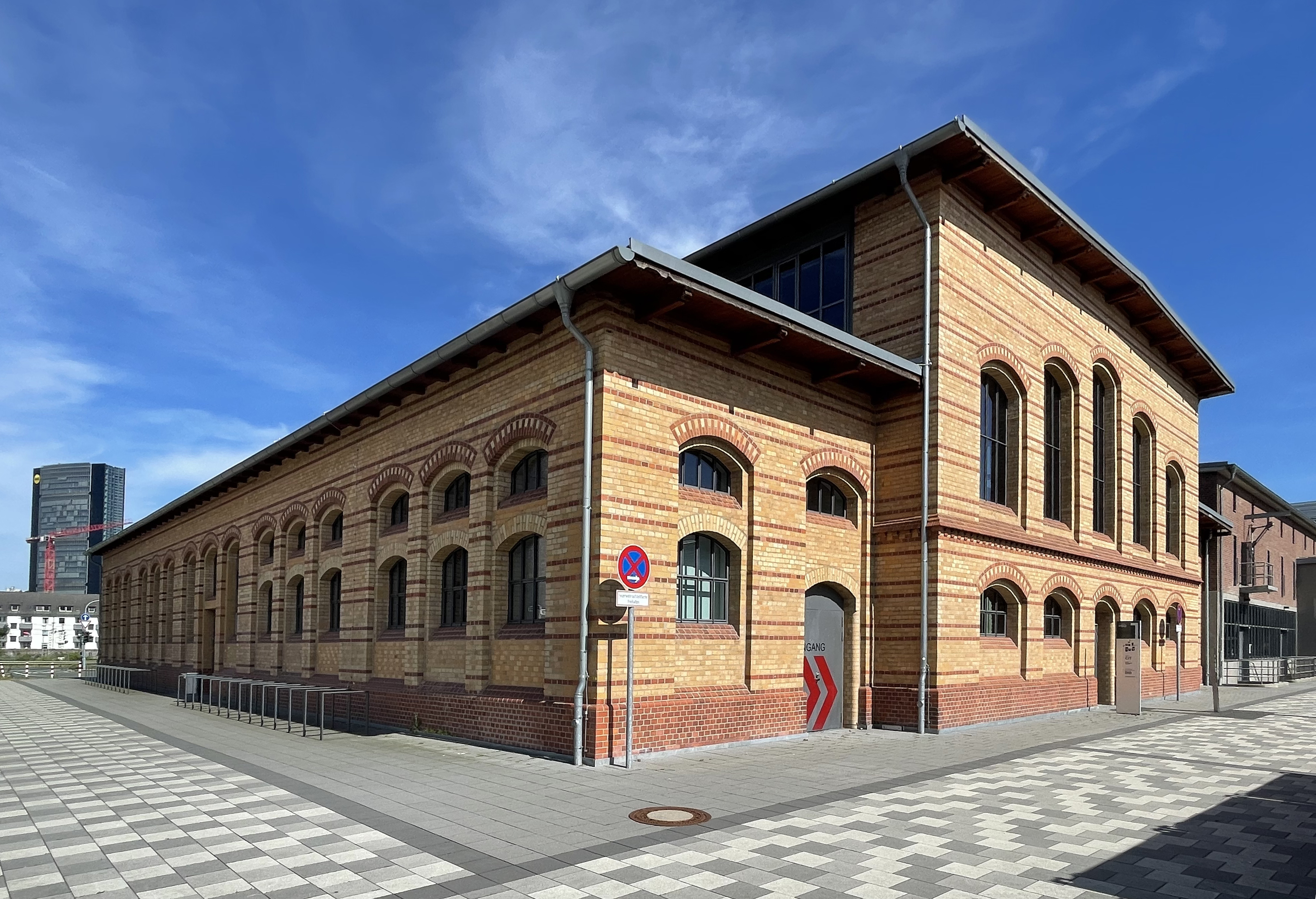
HSD-Gebäude 1, heute Campus IT, vormalig die Großviehhalle (2023)

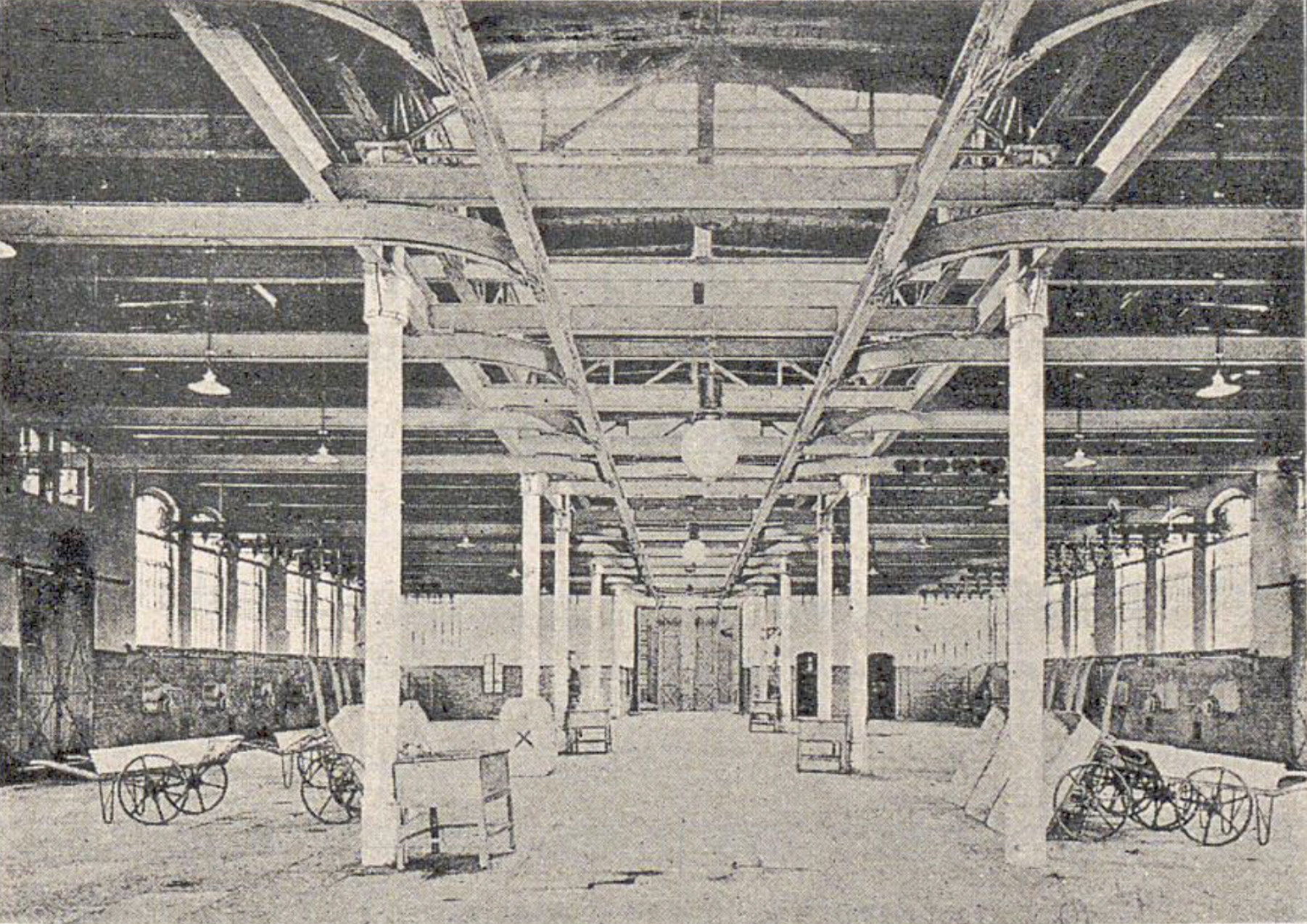
Innere der Schlachthalle für Großvieh (1904)

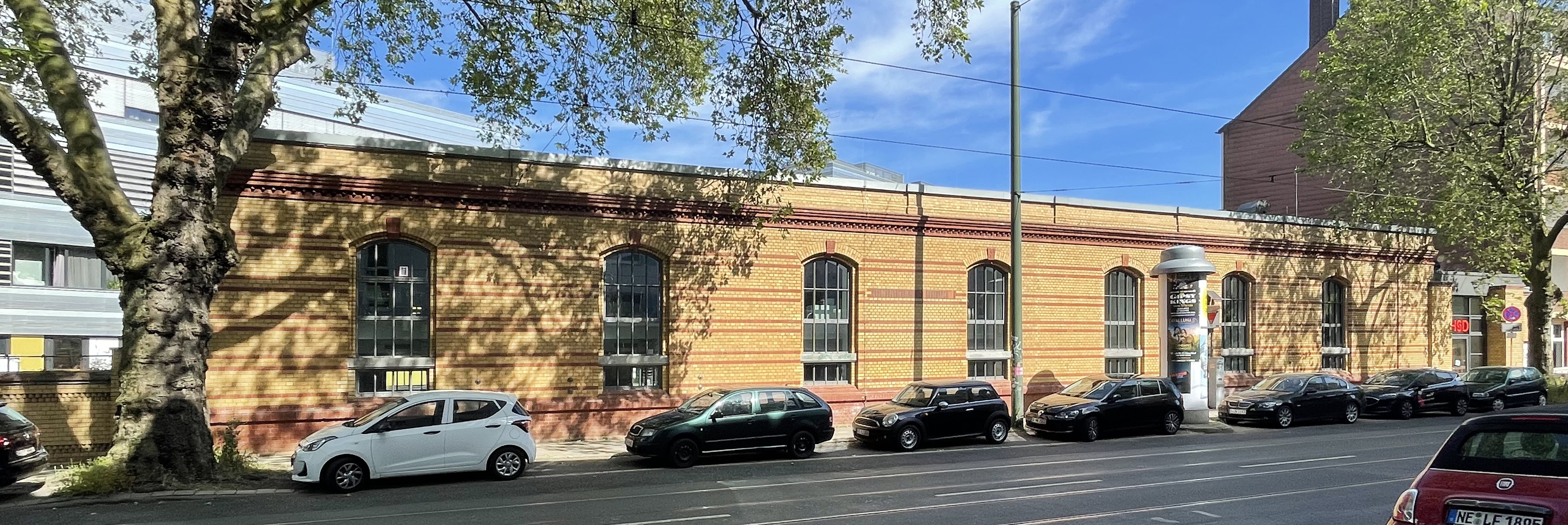
HSD-Gebäude 7 mit Zentrum für Weiterbildung und Kompetenzentwicklung in der ehemaligen Pferdehalle an der Rather Straße (2023)

In der Schlachthalle für Großvieh konnten 200 Stück Vieh pro Tag geschlachtet werden. Sie war 44,05 Meter lang, 23,02 Meter breit und 6,60 Meter hoch. Baulich glich sie der entsprechenden Markthalle, hatte jedoch einen Fußboden aus gestockten Granitplatten. An der westlichen Giebelseite befanden sich ein Blutraum, zwei Wiegeräume und andere Nebenräume; die eigentliche Halle war mit zwei Reihen von Schlachtständen ausgestattet. Diese waren neben einem 5 Meter breiten Mittelgang angeordnet und 8,50 Meter tief und 2,60 Meter breit. Mittels 28 Winden und einer Hängebahn wurden die geschlachteten Tiere weitertransportiert.
Die Schlachthalle für Kleinvieh war für eine Schlachtung von 820 Stück Kleinvieh pro Tag ausgelegt. Sie war 44,18 Meter lang und 38,04 Meter breit und enthielt neben dem eigentlichen Schlachtraum auch Schlachtstallungen für etwa 500 Tiere sowie Nebenräumlichkeiten, zu denen ein Baderaum mit neun Duschen gehörte. Auch die Kleinviehschlachthalle verfügte über eine Hängebahn zum Transport der geschlachteten Tiere.
Die Schlachthalle für Schweine war für die Schlachtung von 540 Schweinen pro Tag vorgesehen. Außer dem Schlachtraum und Ställen für 250 Schweine, die in 29 Buchten aufgeteilt waren, enthielt sie Räumlichkeiten für die Kaldaunenwäsche, das Abstechen und Brühen sowie das Ausschlachten. Eine Mauer trennte die Brühabteilung vom Ausschlachteraum, damit keine Dämpfe an das frische Fleisch gelangen konnten. Der Schlachtstall war unmittelbar mit den fünf Tötebuchten im Abstechraum verbunden. Fünf Drehkrane ermöglichten den Transport der Tiere aus den Tötebuchten erst in die fünf Brühbottiche und später auf die Enthaarungstische. Neben dem Ausschlachteraum befand sich die Schweinekuttelei. Auch die Schweineschlachthalle war mit einem Hängebahnanschluss versehen.
Das Pferdeschlachthaus stand im südwestlichen Winkel des Schlachthofes. Es war 17,50 Meter lang und 9,50 Meter breit und ähnlich eingerichtet wie die Großviehschlachthalle.

### Schlachtställe
Südlich der Schlachthallen befanden sich vier Schlachtställe für Großvieh, in denen 284 Stück Vieh untergebracht werden konnten. Drei dieser Gebäude waren 36,80 Meter lang und 11,12 Meter hoch, das vierte, in dem sich eine Bullenabteilung befand, gleich lang wie die anderen, aber 25,05 Meter breit. In diesen Bauwerken waren auch Fett- und Häutelager sowie Büroräumlichkeiten untergebracht. Der Pferdeschlachtstall befand sich beim Pferdeschlachthaus. Er bot Platz für 15 Pferde.

### Sanitätsanstalt
Krankes und seuchenverdächtiges Vieh kam in die Sanitätsanstalt am nordöstlichen Ende des Grundstücks. Diese bestand aus einem Stallgebäude für Krankvieh, in dem je 40 Stück Großvieh, Kleinvieh und Schweine Platz fanden. Die Schlachthalle für Krankvieh, 25 Meter lang, 10,02 Meter breit und 6 Meter hoch, war ähnlich ausgestattet wie die normalen Schlachthallen. Im Sanitätshof befand sich auch die Kläranlage des Schlacht- und Viehhofs. Die Abwässer gelangten zunächst in Straßensinkkästen und dann über Tonleitungen in diese Kläranlage und von dort aus in den städtischen Kanal. Das Klärwerk funktionierte mechanisch nach dem System von Friedrich & Glass.

### Weitere Gebäude und Einrichtungen
Im Eingangsbereich des Schlachthofs an der Rather Straße befanden sich ein Vorplatz und nördlich davon ein Ausspannhof für Lieferanten, die mit dem Fuhrwerk ankamen. Der Ausspannhof besaß eine Doppeldurchfahrt und war von zwei Pferdeställen mit 32 bzw. 18 Plätzen gesäumt. Dazu kam ein Wagenschuppen mit 18 Abteilungen und ein Hundestall mit 51 Boxen. Für jeden Zughund stand eine Fläche von 85 mal 148 cm zur Verfügung.
An der Kopfseite des Vorplatzes stand das Doppelwohnhaus für die beiden Vorstandsbeamten; der Direktor verfügte über eine Sieben-, der zweite Vorstandsbeamte über eine Sechszimmerwohnung, jeweils mit zahlreichen Nebenräumlichkeiten und Garten. Südlich des Vorplatzes befand sich das dreiflügelige Verwaltungs-, Wirtschafts- und Wohngebäude, in dem Gastwirtschaft und Fremdenzimmer, Büros und Dienstwohnungen für den Maschinen- und den Futtermeister sowie den Pförtner und den Aufseher untergebracht waren.
Im Eingangsbereich befanden sich außerdem noch zwei Pförtnerhäuschen, von denen eines ein Zimmer für den Nachtwächter enthielt.
Südlich einer großen Verbindungshalle im Schlachthof befanden sich die Kuttelei für Groß- und Kleinvieh, in der sich 34 Kaldaunenwaschgefäße mit Entfettungstischen, vier Wampenbrühbottiche und Abschabetische befanden. Sie war 25,03 Meter lang und 16,02 Meter breit und besaß einen Fußboden aus Gussasphalt.
An diese Kuttelei schloss sich südlich das Düngerhaus an, in dem die Mägen der geschlachteten Tiere entleert wurden. Der Mageninhalt wurde durch Schütttrichter im Fußboden des Raums in darunter befindliche Wagen befördert und auf dem Düngergleis oder der Düngerstraße weggefahren. Spültröge zur weiteren Reinigung der Mägen befanden sich an der Südseite des 16,02 Meter langen und 13,77 Meter breiten Düngerhauses.
Das Fleischschauamt befand sich zwischen dem nördlichen Ende der Verbindungshalle und der Rather Straße. Unter anderem enthielt es eine Freibank zum Verkauf von minderwertigem Fleisch, die von der Rather Straße aus zugänglich war.
Südlich des Fleischschauamtes bzw. an der westlichen Langseite der Verbindungshalle befanden sich das mit Glasbausteinen, Korkplatteneinlagen etc. isolierte Kühlhaus und seine Nebengebäude. Insgesamt war dieser Komplex etwa 94 Meter lang und 37 Meter breit. Im Vorkühlraum wurde das Fleisch auf eine Temperatur von etwa 8 °C abgekühlt. Der Vorkühlraum war durch die Hängebahnen mit den Schlachthallen verbunden. Er besaß einen Fußboden aus 80 cm Schlackenbeton unter 20 cm Kiesbeton und Zementfeinschicht und eine Decke aus porigen Lochsteinen unter 15 cm Schlackenbeton mit Zementfeinschicht und darüber weiteren 20 cm Blätterholzkohle zur Isolierung. Für die Schweine gab es einen gesonderten Kühlraum, der ähnlich wie der Vorkühlraum ausgestattet und über eine Treppe direkt mit dem eigentlichen Kühlhaus verbunden war. Dieses war zweigeschossig konzipiert, wobei zunächst nur der untere Teil genutzt wurde. Auch für Pferdefleisch gab es einen gesonderten Kühlraum, der aber vom übrigen Kühlhaus durch eine Mauer getrennt war. Die Kühlzellen des Kühlhauses waren jeweils etwa 4 Quadratmeter groß; es gab 247 normale und 17 Pferdefleischkühlzellen. Das Fleisch hielt sich dort etwa sechs Wochen lang.
Südlich des Vorkühlraums befand sich ein zweigeschossiger Apparateraum, in dem vier Luftkühlapparate untergebracht waren. Über einem Teil dieses Baus erhob sich ein Wasserturm, der 200 Kubikmeter Wasser aufnehmen konnte. Dieses wurde mit Dampfpumpen aus einem Brunnen geschöpft. Im Wasserturm befanden sich auch Lagerräume sowie Räume für die Akkumulatoren der Lichtanlage.
Ein gedeckter Durchgang führte vom Apparateraum zum Maschinenhaus. Dieses 25,50 Meter lange und 17,50 Meter breite Bauwerk enthielt zwei Dampfmaschinen mit 300 und 175 PS, Kompressoren für die Erzeugung der kalten Luft, Kondensatoren und eine weitere Dampfmaschine mit 75 PS, die die Dynamomaschinen der elektrischen Beleuchtung antrieb. Im angebauten Brunnenhäuschen standen die Pumpen für Gebrauchs- und Kühlwasser. Die Kühleinrichtung nach dem System Linde hielt die Temperatur im Vorkühlraum bei 8 °C und im eigentlichen Kühlhaus bei höchstens 3 °C. Im 20,50 Meter langen und 17,50 Meter breiten Kesselhaus befanden sich zunächst drei Dampfkessel, zwei Injektoren und Werkstätten. An das Kesselhaus schloss sich die Kohlenlagerstätte an.
Westlich des Vorkühlraums stand eine 18,04 Meter lange und 7,01 Meter breite Eisfabrik. Sie lieferte 1000 Kilogramm Eis pro Stunde.

## Nutzung des Schlacht- und Viehhofs während des Nationalsozialismus
Während der Zeit des Nationalsozialismus wurden Juden auf dem Weg in die Deportation im Düsseldorfer Schlachthof festgehalten und vom nahe gelegenen Güterbahnhof aus weitertransportiert. Der normale Schlachthof-Betrieb lief weiter. Der Schlacht- und Viehhof diente nicht nur für Düsseldorfer Juden, die deportiert werden sollten, als Sammelplatz, sondern auch für Juden aus dem gesamten Regierungsbezirk Düsseldorf, also dem Einzugsbereich der Staatspolizeileitstelle Düsseldorf. Die Deportationen von Derendorf aus fanden zwischen dem 26./27. Oktober 1941 und Januar 1945 statt. Es wurden mindestens 6.000 jüdische Bürger aus der ganzen Region von Düsseldorf aus deportiert, so etwa in die Ghettos von Lodz/Litzmannstadt, Minsik, Riga und Izbica bei Lublin sowie nach Theresienstadt und in das Vernichtungslager Auschwitz-Birkenau. Einen ausführlichen Bericht über eine Deportation verfasste der Schutzpolizist Paul Salitter.

### Erinnerungsort Alter Schlachthof

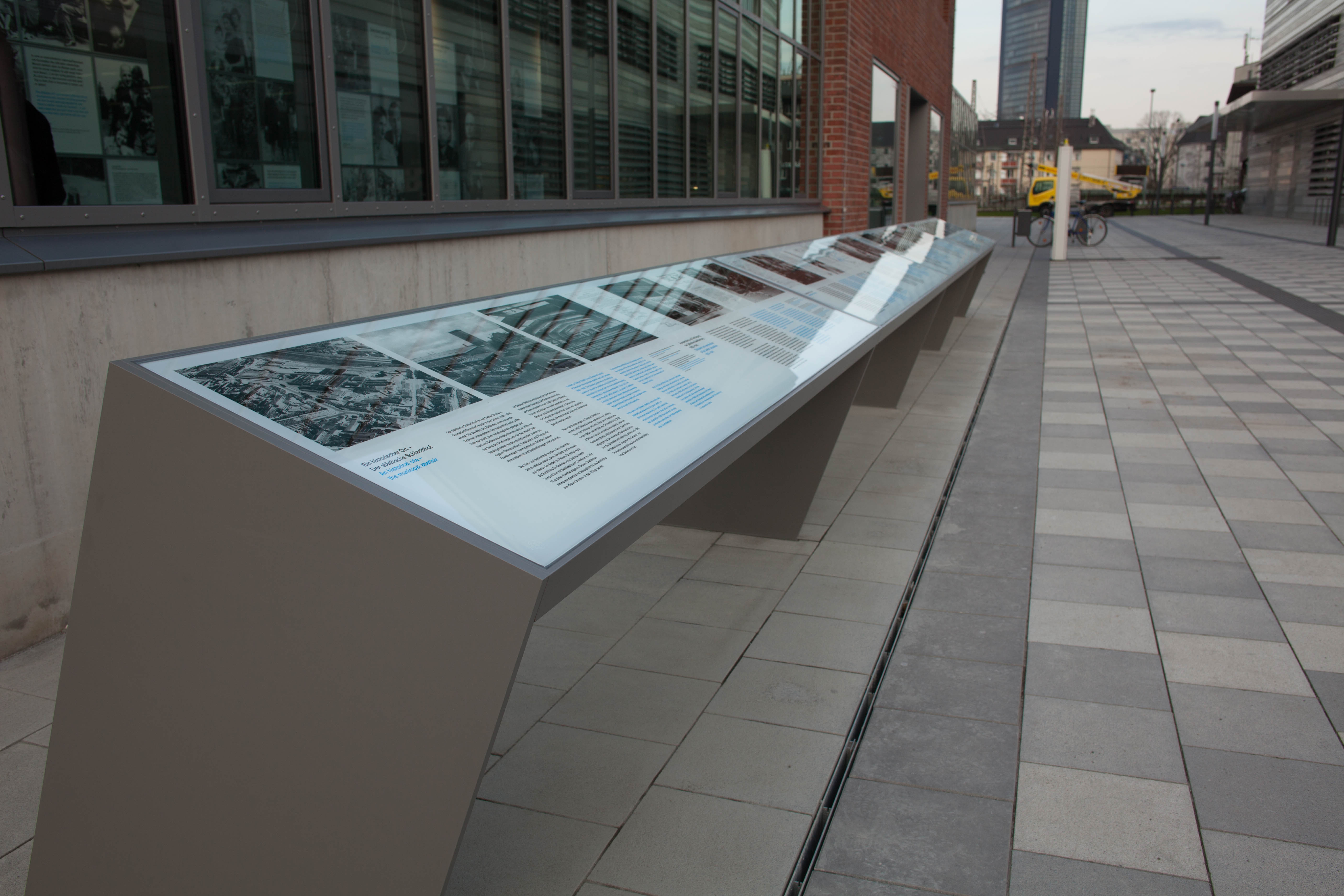
Informationspulte

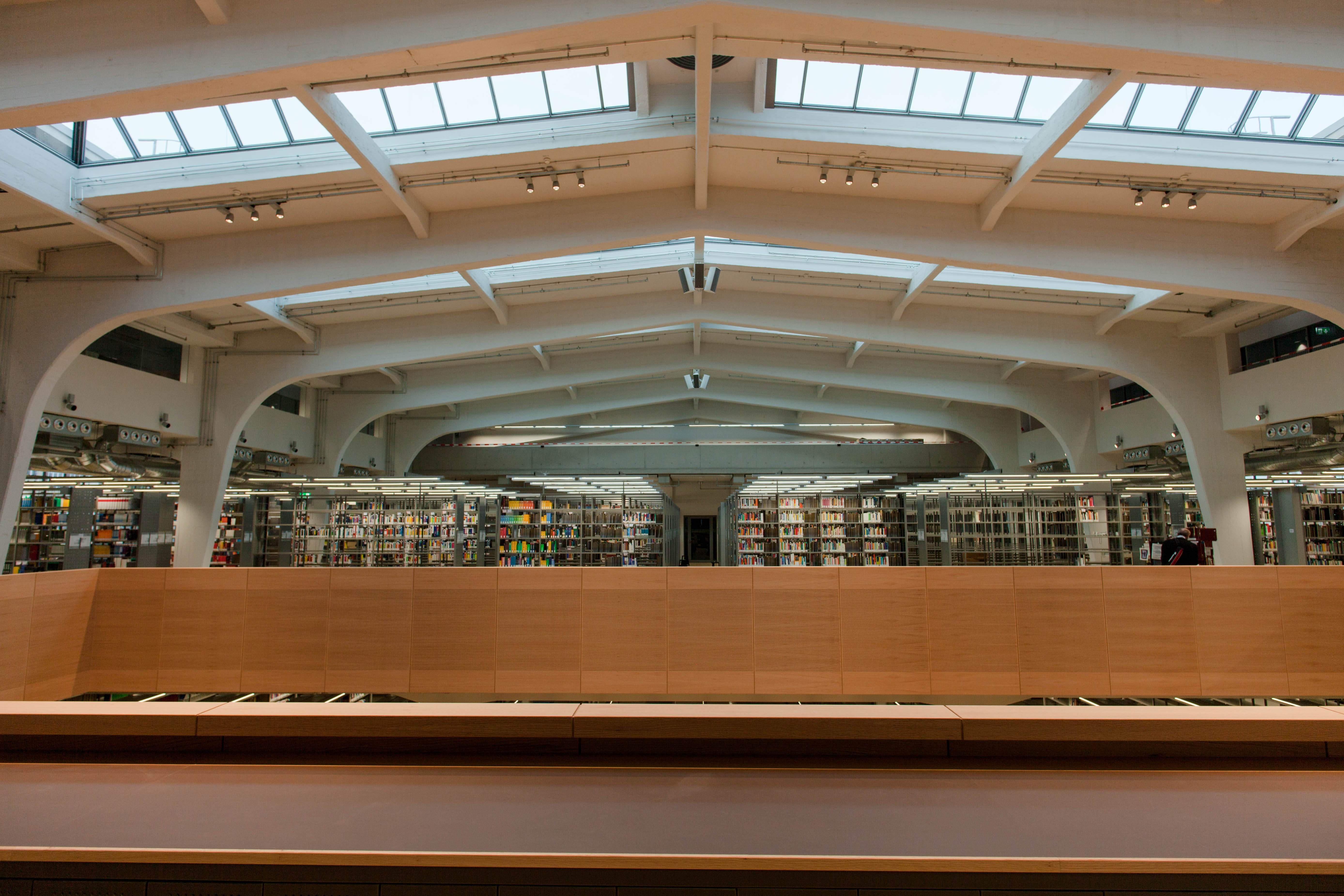
Die Hochschulbibliothek

Auf dem Gelände des Schlachthofes befindet sich heute der Campus der Hochschule Düsseldorf. Nur noch die Großviehhalle und die Pferdeschlachtanlage erinnern an die frühere Funktion, beide stehen seit 1999 unter Denkmalschutz. In der Großviehhalle sind die Campus IT und die Hochschulbibliothek der Hochschule Düsseldorf untergebracht. Im Eingangsbereich der Bibliothek, wo früher das Vieh über einen Abstieg in das Untergeschoss der Halle getrieben wurde, ist der Erinnerungsort Alter Schlachthof untergebracht. Die Eröffnung fand im Februar 2016 statt.
- Vor dem Haupteingang steht ein Informationspult.
- In zwei Galerien werden einzelne Personen vorgestellt; Deportierte und Ermordete, Helfer der Verfolgten aber auch Täter und Profiteure.
- Ein Digitales Archiv sammelt fortlaufend biographische Informationen über die Verfolgten, Ermordeten, Täter und deren Helfer.
- Interviews mit Überlebenden werden in einer Medienstation präsentiert.
- Im Inneren der Hochschulbibliothek stehen noch einige Steintröge, die ehemaligen Viehtröge. Die Holocaust-Überlebende Hilde Sherman-Zander schildert in ihrem Buch Zwischen Tag und Dunkel. Mädchenjahre im Ghetto, dass diese Tröge von den hierher verschleppten Juden als Ablage für die Kinder und Säuglinge benutzt worden sind.

„In den Steintrögen des Schlachthofes lagen Babies und Kleinkinder und weinten die ganze Nacht, wahrscheinlich vor Kälte.“

## Film
- Auf der Suche nach Fritz Kann, Dokumentarfilm 2020/2022, Produzent und Regie Marcel Kolvenbach, Deutschland, Polen, Argentinien 100 min, (Trailer (2022))